# Berner Laufhund
Der Berner Laufhund ist eine Varietät des Schweizer Laufhunds, der eine von der FCI anerkannte Hunderasse aus der Schweiz ist (FCI-Gruppe 6, Sektion 1.2, Standard Nr. 59).

## Herkunft und Geschichtliches

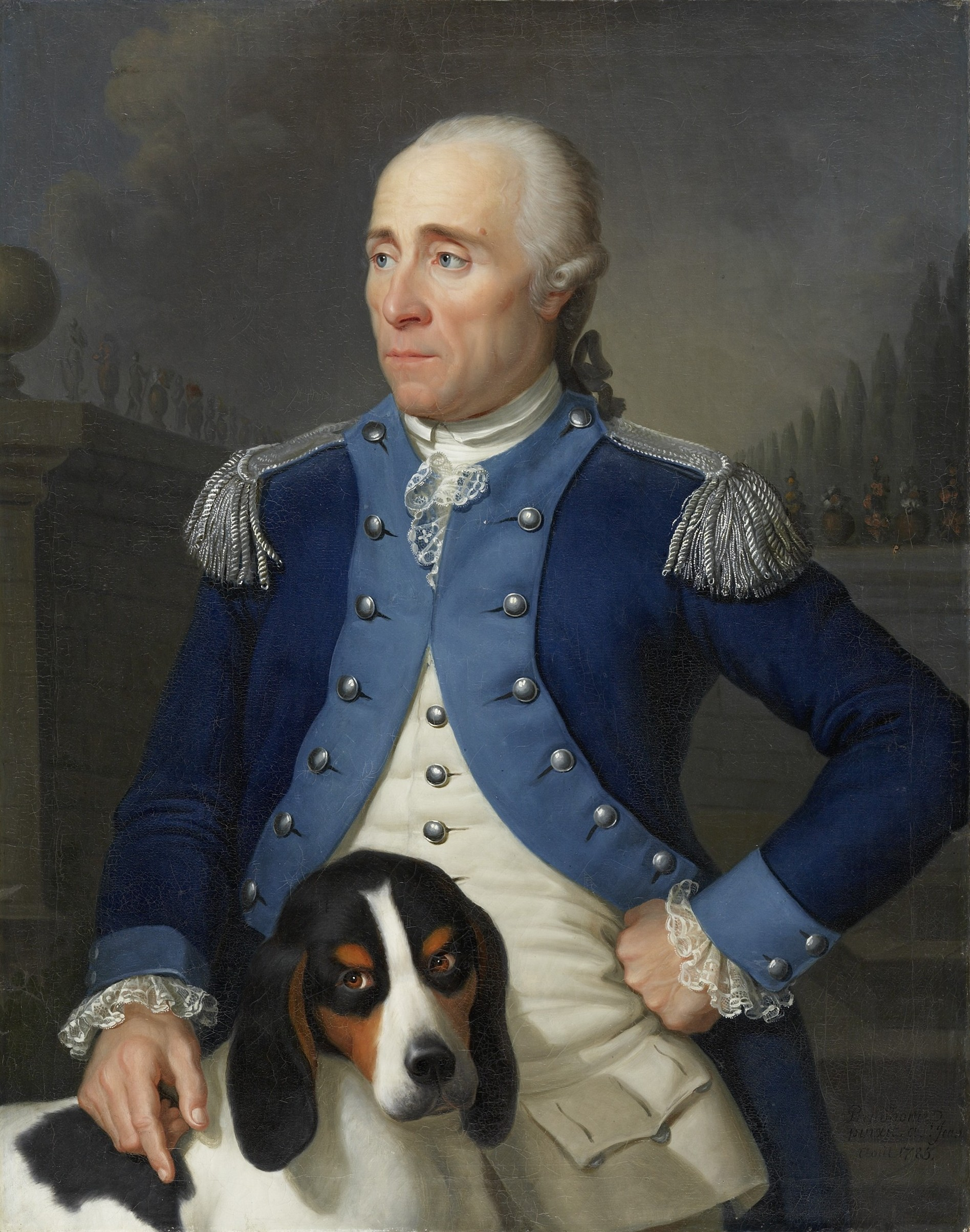
Franz Rudolf Frisching porträtiert mit seinem Berner Laufhund von Jean Preudhomme (1785)

Diese Rasse entstand im Raum von Bern, daher auch sein Name. Der mittelgroße bis große (43 bis 58 cm, 20 kg) Hund steht dem Ariégeois nahe.
Auch Schwarzschecke genannt, ist er schon vom Aussehen her eng mit dem Hubertushund verwandt. Er zählt zu den vier Schweizer Laufhunden (Chiens courants suisse, Swiss Hounds, Sabueso Suizos), die von der FCI unter einem Rassestandard zusammengefasst wurden, aber bei Ausstellungen separat bewertet werden. Eigene, unterschiedliche Namen für Varianten einer Rasse sind nicht selten. Ähnliches gilt zum Beispiel auch für den Belgischen Schäferhund.

## Beschreibung
Diese Variante des Schweizer Laufhund wird 43–58 cm groß und 15–20 kg schwer. Das Fell ist kurz, derbe und dicht in weiß mit schwarzen Flecken oder einem schwarzen Sattel. Die Ohren sind weit hinten angesetzt, sehr groß, schwer, gefaltet und gedreht.

## Verwendung
Meutehund, Jagdhund
Weitere Varianten: 
- Jura Laufhund
- Luzerner Laufhund
- Schwyzer Laufhund